# Diadeliomimus vadoni
Diadeliomimus vadoni är en skalbaggsart som beskrevs av Stefan von Breuning 1957. Diadeliomimus vadoni ingår i släktet Diadeliomimus och familjen långhorningar.
Artens utbredningsområde är Madagaskar. Inga underarter finns listade i Catalogue of Life.